# Casa Domènec Sitjas
La casa Domènec Sitjas és un edifici situat als carrers de la Portaferrissa, 11 i d'en Bot, 2 de Barcelona. Com que no està catalogat, li correspon la categoria D (bé d'interès documental) atorgada per defecte a tots els edificis del districte de Ciutat Vella.

## Història
El 1781, Mercè de Quintana i de Potau, casada amb Fausto de España y Rebollar, cavaller de l'Orde de Sant Jaume i natural de Selaya, va demanar permís per a fer-hi una claveguera i obrir-hi finestres, i novament el 1786, ja vídua, per a remuntar-hi un pis i fer-hi un terrat. La casa va ser heretada pel seu fill Ignasi Maria d'España i de Quintana, regidor perpetu de Barcelona, i després pel fill d'aquest, Baltasar d'España i de Molinés. El 1817, el seu procurador Joan Baptista Tarragona va demanar permís per a fer reformes a la façana.
El desembre del 1866, el constructor Domènec Sitjas i Margenat (El Masnou, 1837-1903) va demanar permís per a enderrocar l'edifici i reconstruir-lo de nova planta, segons el projecte del mestre d'obres Narcís Nuet. Tanmateix, l'arquitecte municipal Josep Artigas hi va emetre un informe desfavorable, per la qual cosa Sitjas va presentar un segon projecte, que s'hagué d'ajustar a les alineacions aprovades. Però les disputes no acabaren aquí, ja que una inspecció del setembre del 1867 va denunciar un excés d'alçada a les
golfes del nou edifici i imposà al propietari una multa de 30 escuts.

## Descripció
Es tracta d'un edifici en cantonada de planta baixa, entresol, tres pisos i golfes. A banda dels elements ornamentals propis de l'academicisme eclèctic, cal destacar-hi la simbologia maçònica present en el grup escultòric situat sobre la porta principal, que representa dos nens: un d'ells porta un compàs a la mà dreta i una paleta a l'esquerra, mentre que l'altre té un cartabó a la mà dreta i un regle graduat a l'esquerra. Altres elements d'aquest tipus serien les columnes salomòniques dobles que divideixen els balcons de la façana principal en dues meitats, els capitells en forma d'escaire dels brancals, i l'escala, amb dos trams de set esglaons cadascun.

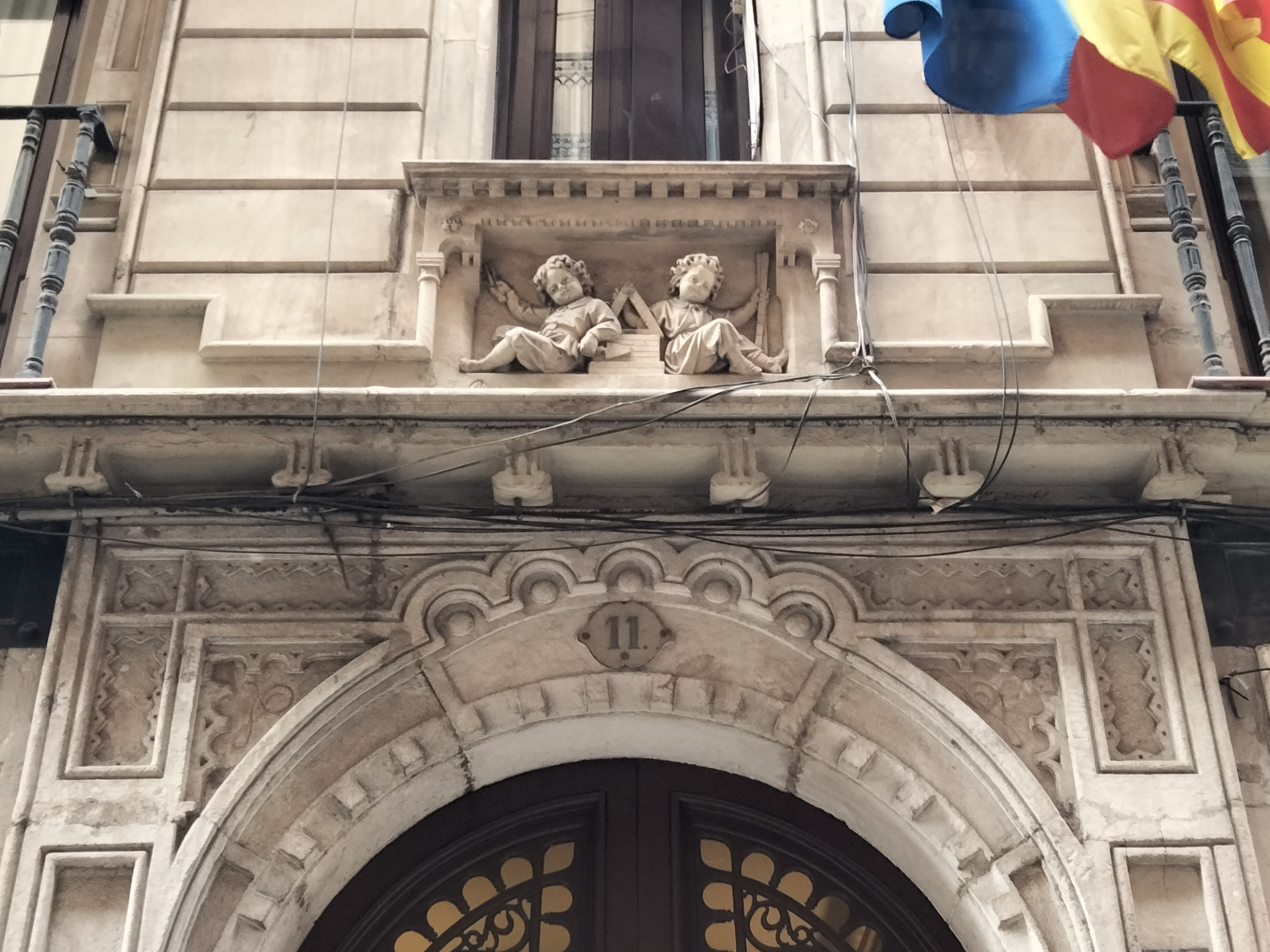
Grup escultòric amb simbologia maçònica